# N M Rothschild & Sons
N M Rothschild & Sons, ook Rothschild Group, of kortweg Rothschild is een Britse multinationale investeringsbank onder controle van de familie Rothschild. De bank werd in 1811 door Mayer Amschel Rothschild opgericht in de City of London, en door zijn zoon Nathan Mayer Rothschild uitgebouwd. Het hoofdkwartier is nog steeds gevestigd in Londen. De bank heeft een omzet van 460 miljoen £ en heeft 2.800 personeelsleden.